# Lista do patrimônio histórico em Goiás
Essa é uma sublista da lista do patrimônio histórico no Brasil para o Estado de Goiás.
BI - Bem Imóvel | BM - Bem Móvel | CP - Conjunto Paisagístico | NH - Núcleo Histórico
| Município        | Órgão | Monumento ou obra                                                              | Nível de tombamento | Órgão                | Ano do tombamento |
| ---------------- | ----- | ------------------------------------------------------------------------------ | ------------------- | -------------------- | ----------------- |
| Senador Canedo   | BI    | Casa do Senador Canedo                                                         | Federal             | IPHAN                |                   |
| Goiânia          | CP    | Centro Histórico de Goiânia                                                    | Nacional            | IPHAN                | 2003              |
| Goiás            | CP    | Centro Histórico de Goiás                                                      | Mundial             | UNESCO               |                   |
| Goiás            | CP    | Largo do Chafariz                                                              | Federal             | IPHAN                |                   |
| Goiás            | BI    | Palácio Conde dos Arcos                                                        | Federal             | IPHAN                |                   |
| Goiás            | BI    | Quartel do Batalhão de Infantaria XX                                           | Federal             | IPHAN                |                   |
| Goiás            | CP    | Rua da Fundição                                                                | Federal             | IPHAN                |                   |
| Goiás            | BI    | Capela São João Batista                                                        | Federal             | IPHAN                |                   |
| Goiás            | BI    | Igreja de Nossa Senhora da Abadia                                              | Federal             | IPHAN                |                   |
| Goiás            | BI    | Igreja de Nossa Senhora do Carmo                                               | Federal             | IPHAN                |                   |
| Goiás            | BI    | Igreja de Santa Bárbara                                                        | Federal             | IPHAN                |                   |
| Goiás            | BI    | Igreja de São Francisco de Paula                                               | Federal             | IPHAN                |                   |
| Goiás            | BM    | Igreja da Boa Morte                                                            | Federal             | IPHAN                |                   |
| Goiás            | BI    | Imagem de Nossa Senhora do Rosário                                             | Federal             | IPHAN                |                   |
| Goiás            | BI    | Casa de Câmara e Cadeia                                                        | Federal             | IPHAN                |                   |
| Corumbá de Goiás | CP    | Centro Histórico de Corumbá de Goiás                                           | Municipal           | Prefeitura Municipal |                   |
| Corumbá de Goiás | BI    | Igreja Nossa Senhora da Penha de França                                        | Municipal           | Prefeitura Municipal |                   |
| Corumbá de Goiás | BI    | Cine Teatro Esmeralda                                                          | Municipal           | Prefeitura Municipal |                   |
| Jaraguá          | BI    | Igreja de Nossa Senhora do Rosário                                             | Federal             | IPHAN                |                   |
| Niquelândia      | BI    | Igreja de Nossa Senhora do Rosário e ruínas da Igreja de São José do Tocantins | Federal             | IPHAN                |                   |
| Pilar de Goiás   | CP    | Centro Histórico                                                               | Federal             | IPHAN                |                   |
| Pilar de Goiás   | BI    | Casa da Princesa                                                               | Federal             | IPHAN                |                   |
| Pirenópolis      | CP    | Centro Histórico de Pirenópolis                                                | Federal             | IPHAN                | 1989              |
| Pirenópolis      | BI    | Igreja Matriz de Nossa Senhora do Rosário                                      | Federal             | IPHAN                | 1941              |
| Pirenópolis      | BI    | Fazenda Babilônia                                                              | Federal             | IPHAN                | 1965              |
| Pirenópolis      | BI    | Igreja de Nosso Senhor do Bonfim                                               | Municipal           | Prefeitura Municipal |                   |
| Pirenópolis      | BI    | Igreja de Nossa Senhora do Carmo                                               | Municipal           | Prefeitura Municipal |                   |
| Pirenópolis      | BI    | Teatro de Pirenópolis                                                          | Estadual            | AGEPEL               | 1980              |
| Pirenópolis      | BI    | Casa de Câmara e Cadeia                                                        | Municipal           | Prefeitura Municipal |                   |
| Pirenópolis      | BI    | Ponte Sobre o Rio das Almas                                                    | Municipal           | Prefeitura Municipal |                   |
| Pirenópolis      | BI    | Cine Teatro Pireneus                                                           | Estadual            | AGEPEL               | 1989              |
| Trindade         | BI    | Igreja Matriz de Trindade                                                      | Nacional            | IPHAN                | 2014              |

## Fonte
- IPHAN. Arquivo Noronha Santos
- AGEPEL. Agência Goiana de Cultura Pedro Ludovico Teixeira